# Pedrera del Tasar
La Pedrera del Tasar és una antiga explotació d'extracció de pedra per a la construcció del terme municipal de Monistrol de Calders, al Moianès.
Està situada a l'extrem de llevant del terme, al límit nord-est del Serrat del Trompa i al sud-est del Pla de Trullars.